# 匈牙利第2軍團

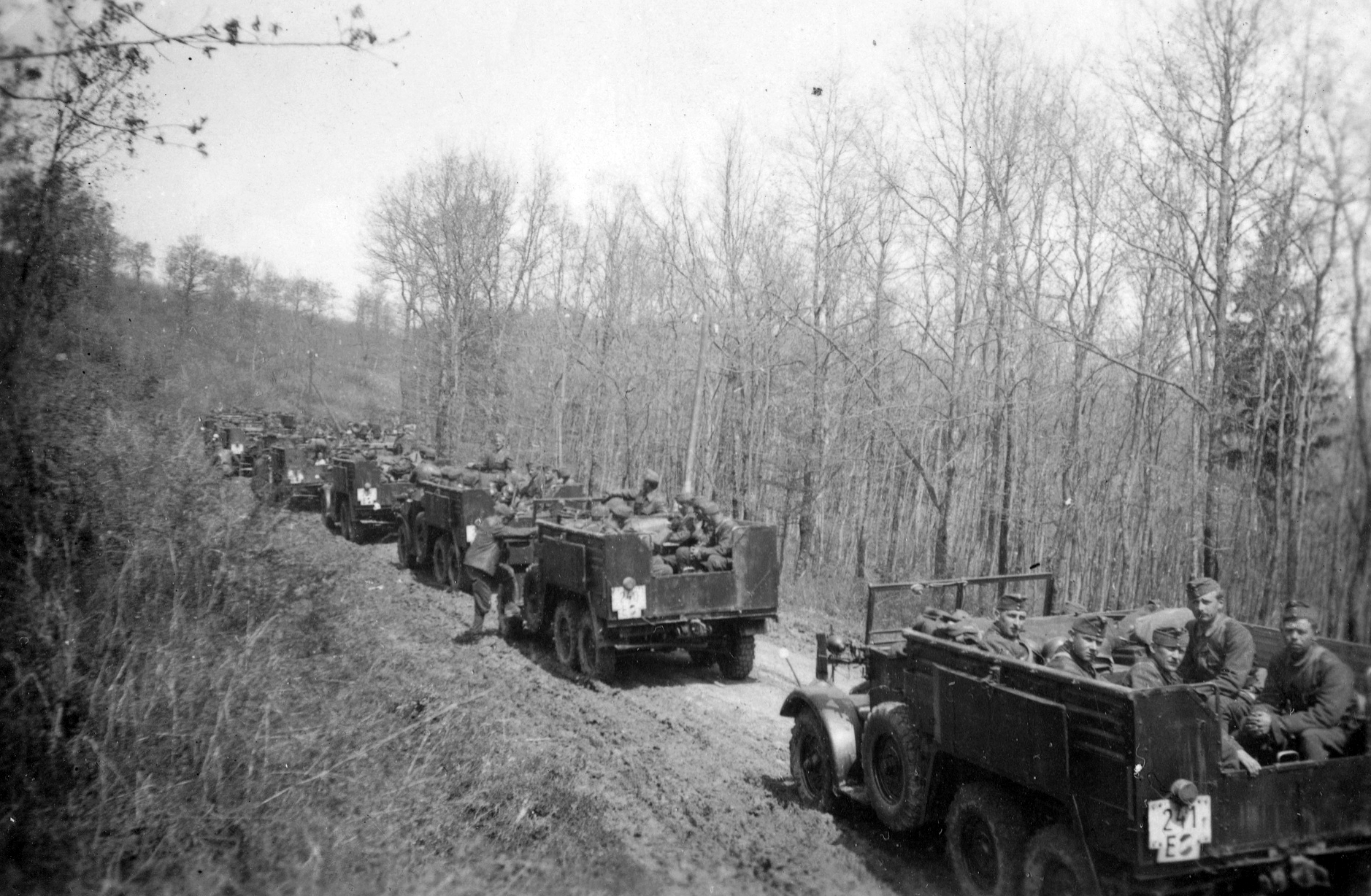
匈牙利第2軍團

匈牙利第2軍團是匈牙利王国的一支軍團，該軍團曾参加第二次世界大战。匈牙利第2軍團成立于1940年3月1日。在斯大林格勒战役期間，匈牙利第2軍團的伤亡率达84%。匈牙利第2軍團後來又參加德布勒森戰役，但在布達佩斯圍城戰中，匈牙利第2軍團被彻底消滅。